# Heterolocha juno
Heterolocha juno là một loài bướm đêm trong họ Geometridae.